# Magatama

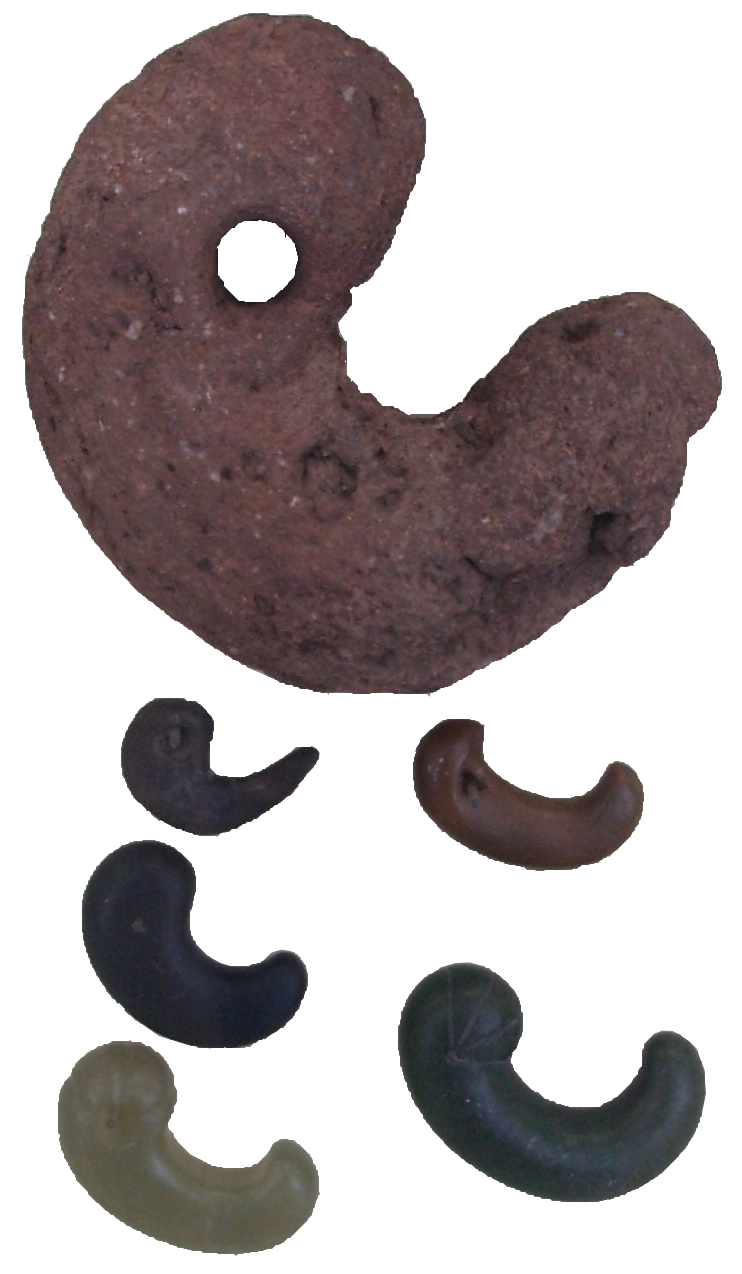
Magatama von der Jōmon-Zeit bis ins 8. Jahrhundert

Magatama (jap. 勾玉, dt. „krummer Edelstein“ und 曲玉, dt. „gebogener Edelstein“) sind kommaförmige Perlen in Japan.
Magatama wurden in Japan schon an einer Vielzahl von prähistorischen Fundstätten der Jōmon-Zeit, Yayoi-Zeit und der Kofun-Zeit gefunden und reichen knapp 3000 Jahre zurück.
Magatama sind meist aus Jadeit bzw. Jade hergestellt, die nur aus dem Gebiet des Flusses Itoi (Itoigawa) im nördlichen Zentraljapan (und aus Myanmar) stammt. Magatama wurden auch aus anderen Materialien wie Kristallen, Glas und Nephrit gefertigt.
Sie wurden oft in Hügelgräbern (Kofun) als Grabbeigaben verwendet. Auch wurden sie an Orten von Festen und Ritualen gefunden. Sie waren die gesamte Kofun-Zeit hindurch bei der regierenden Oberschicht beliebt und wurden oft als Zeichen der Yamato-Dynastie in Japan fehlinterpretiert.
Einige betrachten sie als ein kaiserliches Insignum, obwohl die Funde zeigen, dass ihr Besitz über alle Stammesgebiete der Kofun-Zeit in Japan verbreitet war. Man glaubt, dass die Magatama eine spirituelle Bedeutung hatten, daneben aber auch als Schmuck getragen wurden.  In der spirituellen Bedeutung wurden sie in der Nara-Zeit von den buddhistischen Gebetsperlen verdrängt.

Das taoistische Symbol Taiji. Man erkennt sofort die Ähnlichkeit mit einem doppelten, gegenläufigen Magatama

Im modernen Japan ist die Form des Magatama immer noch das übliche Symbol des menschlichen Geistes. Das Tragen eines Magatama soll Schutz vor den Kami bewirken. Ihre Form entspricht einer Hälfte des daoistischen Symbols Yin und Yang.
Obwohl einige den Ursprung der Magatama auf dem asiatischen Festland sehen und eine Verbreitung über Korea (wo diese als Kokkok bekannt sind) nach Japan annehmen, wurde bisher keine Produktionsstätte von Magatama auf dem Festland (China, Mandschurei, Sibirien) gefunden. Die koreanischen kokkok sind von den zeitgenössischen japanischen Stücken nicht zu unterscheiden, ein Fakt, der eher darauf hindeutet, dass sie von Japan nach Korea exportiert wurden.
Im modernen Sprachgebrauch steht der Begriff Magatama  für kleine, ovale Perlen mit außermittigen Löchern (Tropfenperlen).  Sowohl diese als auch die alten Magatama sind in Korea als gogok bekannt.

## Yasakani no Magatama
Die wichtigste Magatama Yasakani no Magatama (八尺瓊曲玉) ist ein Teil der Throninsignien Japans und wurde diesen um die Heian-Zeit hinzugefügt. Die Yasakani no Magatama steht für „Wohlwollen“  und ist einer der drei in der Krönungszeremonie verwendeten Gegenstände.
Nach der japanischen Mythologie wurden diese Edelsteine zusammen mit einem Spiegel an einem Baum vor der Höhle, in der sich Amaterasu versteckt hatte, aufgehängt, um sie herauszulocken. Man glaubt, dass es sich bei Yasakani no Magatama eher um eine Halskette aus Jade-Magatama als um einen einzelnen Edelstein handelt, wie er in der Volkskultur dargestellt wird. Ferner wird angenommen, dass diese sich heute im Kōkyo, dem Kaiserpalast, befindet.